# Sigurd Bröms

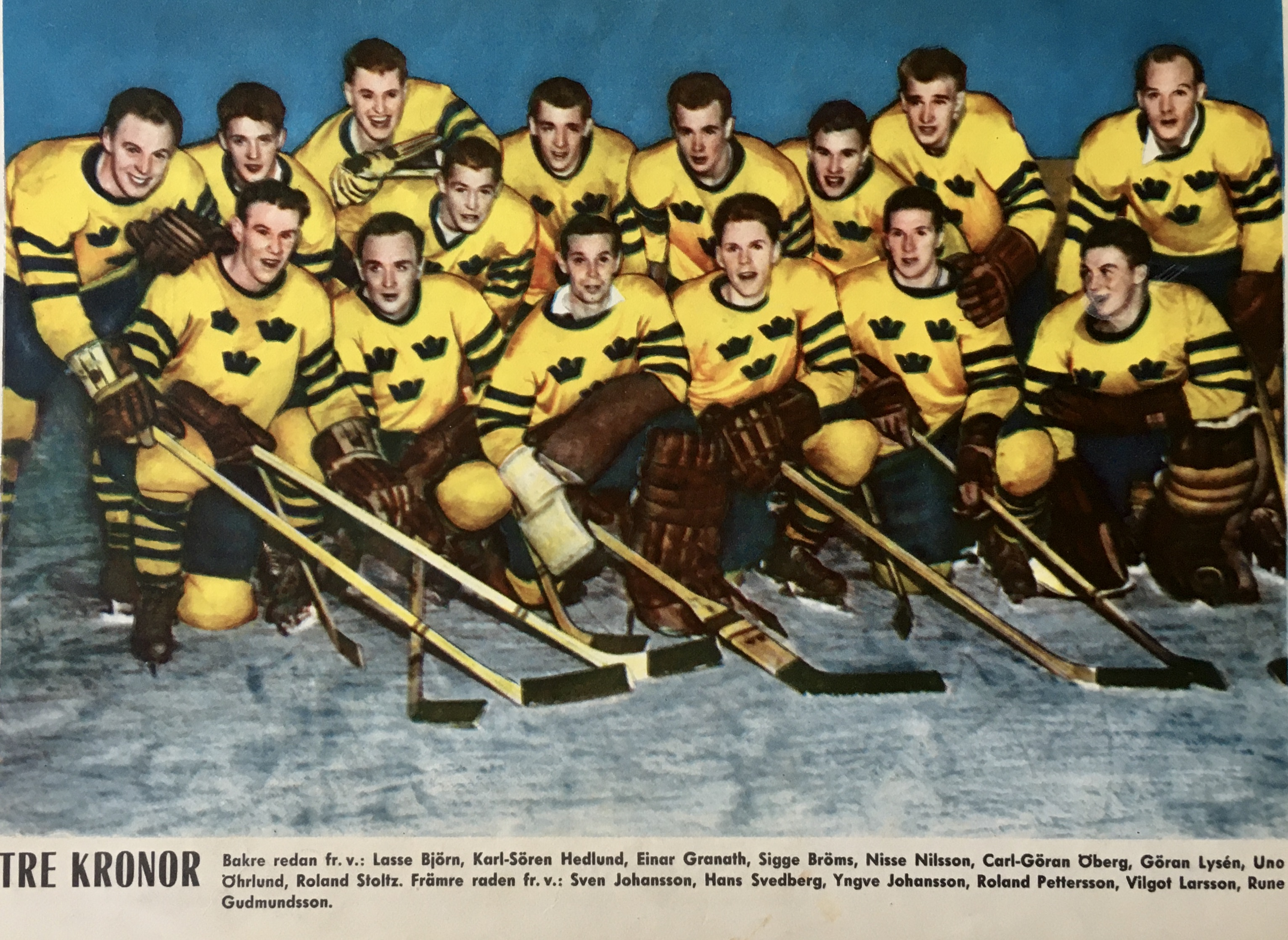
Tre Kronor i november 1958, från vänster, stående: Lasse Björn, Karl-Sören Hedlund, Einar Granath, Sigge Bröms, Nisse Nilsson, Carl-Göran "Lill-Stöveln" Öberg, Göran Lysén, Uno "Garvis" Öhrlund, Roland "Rolle" Stoltz; främre raden: Sven "Tumba" Johansson, Hasse Svedberg, Yngve Johansson, Roland "Sura-Pelle" Pettersson, Vilgot "Ville" Larsson och Rune Gudmundsson.

Erik Sigurd "Sigge" Bröms, född 10 januari 1932 i Leksands församling, död 13 januari 2007 i Solleröns församling, Mora kommun, var en svensk ishockeyspelare och -tränare, aktiv i bland annat Leksands IF och Tre Kronor. Sigurd Bröms var en av 1950-talets stora svenska ishockeystjärnor och spelade för Leksand mellan åren 1949 och 1965, men spelade också för Gais och Bodens BK. Han blev världsmästare i ishockey 1953, 1957 och deltog i två Olympiska vinterspel 1956 och 1960. Han är Stor grabb nummer 38 i ishockey.
Efter sin aktiva tid tränade Sigurd Bröms bland annat Bodens BK (spelande tränare), Mora IK, IF Tunabro och Karlskoga IF/Bofors IK.

## Meriter
- VM-guld 1957, 1953
- EM-guld 1957, 1953
- VM-fyra 1961
- VM-femma 1959, 1955
- VM-brons 1958
- OS-femma 1960
- OS-fyra 1956